# Glomeridesmus sumatranus
Glomeridesmus sumatranus är en mångfotingart som beskrevs av Pocock 1894. Glomeridesmus sumatranus ingår i släktet Glomeridesmus och familjen Glomeridesmidae. Inga underarter finns listade i Catalogue of Life.